# Alchemilla orbicans
Alchemilla orbicans é uma espécie de rosácea do gênero Alchemilla, pertencente à família Rosaceae.